# Calcager apertum
Calcager apertum là một loài ruồi trong họ Tachinidae.